# Lucy Lúpia
Lucy Lúpia Pinel Baltasar Alves de Pinho (Río de Janeiro, 7 de septiembre de 1932 - 24 de mayo de 2012) fue una farmacéutica, escritora y aviadora brasileña, siendo la primera mujer piloto de aviación comercial brasileña.

## Biografía
Hija de Edmundo Pereira Baltasar, y de Martinha Pinel; y, tataranieta de Philippe Pinel, considerado el padre de la psiquiatría moderna.
Siguiendo los pasos de Anésia Pinheiro Machado, Ada Rogato y de Teresa de Marzo, las tres primeras mujeres con brevet de la aviación nacional, inició el curso cuando, al visitar el Aeroclube de Nova Iguaçu, con su marido, Sieghardt, decidió que haría el curso de piloto.
Se formó en la Universidad Federal de Río de Janeiro, con una licenciatura en Farmacia, ejerciendo funciones en el "Hospital dos Servidores do Estado".

## Carrera
Los cursos se concluyeron en apenas tres meses; y, Lucy aprobó las pruebas de aptitud física, teórica y práctica. Conquistó con ello el brevet (licencia) de piloto privado, y fue la primera mujer en el país en licenciarse. De continuidad a los cursos en el 'Aeroclub', completó la carga horaria necesaria de 200 h; y, una nueva etapa, de 250 h de vuelo, de las cuales 40 fueron de navegación, con el objetivo de calificarse como "instructora de pilotaje elemental". Realizó los exámenes teóricos y prácticos en dos aeronaves diferentes; tales maniobras de vuelo, exigían algunas acrobacias y las realizó con las aeronaves Paulistinha P-56 y en un  Fairchild PT-19. Lucy, finalmente fue contratada por la "Escola Livre de Aviação", más la Escola cerró sus actividades.
Habilitada por las pruebas y con el brevet en manos, en 1973, realizó con éxito las pruebas teóricas y de capacidad física para piloto de helicóptero, sería nuevamente la primera mujer aprobada en las categorías privada y comercial. Sin embargo, el alto coste de las horas requeridas para los vuelos de examen práctico, le impidieron que mostrara ese certificado en la búsqueda de un empleo. La falta de ese certificado, solo le permitió volar por algunos años, sin vínculo de empleo, en varias empresas, como Pluma Táxi Aéreo (Río de Janeiro) y otras en São Paulo, Minas Gerais y en Brasília. El 8 de julio de 1970, en el bimotor Twinm Bonnanza, de propiedad de la firma Construtora Brasil, de Belo Horizonte, realizó su primer vuelo comercial al lado del entonces comandante Dornelles.
Con el curso en Embraer, en São José dos Campos fue la primera comandante de un Bandeirante.
En 1981, se casó nuevamente; y, a su vez inició una segunda carrera, en la Facultad de Derecho.

## Vuelos
Se destacan sus vuelos en 16 aviones monomotores, 18 bimotores y en turbohélice Bandeirante (EMB 110). Desde São Paulo a Rio, y viceversa, piloteando varias aeronaves de la DAC. En uno de ellos, el Ypiranga PP-TJR, hizo el último viaje para ser llevado al Museo Aeroespacial (Campo de los Afonsos) (RJ) donde sigue expuesto.

## Obra
- Eu Quero Voar - o retrato do preconceito (1979)
- A história de Philippe Pinel (1984)
- Voo proibido: os apuros de uma pioneira (1992)
- Sobrevivente: saga da primeira piloto de linha aérea (2003)
- Sua majestade, o Q.I.: a realidade do mundo da aviação (2007)